# Stefan Ortolf
Stefan Ortolf (* 12. Januar 1988 in Augsburg) ist ein deutscher Eishockeyspieler, der in der Saison 2013/14 für Deggendorf Fire aus der Oberliga spielt.

## Karriere
Stefan Ortolf wurde im Alter von drei Jahren von seinem Vater zum Eishockey gebracht. Sieben Jahre durchlief er den Nachwuchs des Augsburger EV, bevor er für zwei Jahre Königsbrunner Nachwuchsmannschaften verstärkte. Nach seiner Rückkehr nach Augsburg wechselte er 2004 zu den Kölner Junghaien in die Deutsche Nachwuchsliga. Zwei Jahre konnte er dort auf höchstem Juniorenniveau Erfahrungen sammeln.
Vor der Saison 2006/07 absolvierte er die Vorbereitung mit dem DEL-Team seines Heimatvereins, in der Hauptrunde stand er aber ausschließlich für die Blue Devils Weiden in der Oberliga auf dem Eis. Für die nun folgende Spielzeit 2007/08 unterzeichnete er einen Vertrag bei den Lausitzer Füchsen in der zweithöchsten Spielklasse. In der Saison 2008/09 spielte er anfangs für die Lausitzer Füchse und dessen Kooperationspartner Jonsdorfer Falken, bevor er zu den EHF Passau Black Hawks wechselte. Vor der Saison 2009/10 unterzeichnete er einen Vertrag bei Deggendorf Fire. Nach drei Jahren in Deggendorf wechselte Ortolf 2012 zu den Straubing Tigers aus der Deutschen Eishockey Liga. Nachdem er bereits im Vorjahr die Vorbereitung mit der Mannschaft des Erstligisten bestritten hatte und kurz vor einer Verpflichtung stand, wurde diese im Juli 2012 bekanntgegeben. Da er sich in der DEL nicht behaupten konnte, wurde sein auslaufender Kontrakt nicht verlängert. Stattdessen wechselte er trotz Angebote aus der 2. Liga zurück zu Deggendorf Fire in die Oberliga.

## Karrierestatistik
(Legende zur Spielerstatistik: Sp oder GP = absolvierte Spiele; T oder G = erzielte Tore; V oder A = erzielte Assists; Pkt oder Pts = erzielte Scorerpunkte; SM oder PIM = erhaltene Strafminuten; +/− = Plus/Minus-Bilanz; PP = erzielte Überzahltore; SH = erzielte Unterzahltore; GW = erzielte Siegtore; 1 Play-downs/Relegation; Kursiv: Statistik nicht vollständig)